# Pasma Nchouapouognigni
Pasma Vanessa Nchouapouognigni, née le 21 décembre 1992, est une handballeuse camerounaise,. Elle mesure 1,85 m.
Elle évolue au poste d'arrière avec le club du DGSP de Brazzaville au Congo. Elle fait également partie de l'équipe du Cameroun, avec laquelle elle participe au championnat du monde 2017 en Allemagne.

## Palmarès

### En équipe nationale
- 20e place au Championnat du monde 2017
- Médaille d'argent au championnat d'Afrique 2022.